# Francis Bout de l'An
Francis Bout de l’An, né le 19 juin 1910 à Villars (Dordogne) et mort le 11 septembre 1977 à Bolzano (Haut-Adige), est un collaborationniste français, connu pour avoir été responsable du service de propagande et d'information, puis secrétaire général de la Milice française pendant l'Occupation, laquelle s'est rendue responsable d'exactions meurtrières sur tout le territoire.

## Biographie
Professeur d'histoire et de géographie, il est d’abord militant à gauche et devient en 1932 vice-président de la Ligue d'action universitaire républicaine et socialiste (LAURS). Il s'oriente ensuite vers l’extrême droite. 
Nommé professeur à Téhéran, puis à Damas, il revient en France pour participer à la campagne de 1940. Démobilisé, il retourne en Syrie pour y assumer les fonctions de vice-président de la Légion française des combattants et est ouvertement favorable à la collaboration et au nazisme. Revenant une nouvelle fois en métropole, il intègre la Milice et en devient, au début de 1944, le secrétaire général, ce qui fait de lui le principal adjoint de Joseph Darnand. Il est également membre de la Waffen-SS.
L'arrestation de sa femme Simone le 6 juin 1944 lors du Débarquement de Normandie mais aussi de la libération de Saint-Amand-Montrond (Cher, en zone libre alors occupée depuis novembre 1942) par les troupes du maquis Surcouf/Combat, le décide à faire reprendre la ville à l’aide de miliciens et de troupes allemandes, le 8 juin 1944. Les pires exactions sont commises en ville : prises d’otages, exécutions, assassinats, incendies. 
Le mois de juillet voit s’enchaîner rafles et exécutions sordides des juifs cachés dans cette discrète petite ville ; 36 personnes : hommes, femmes, enfants, vieillards seront massacrés dans les puits de Guerry un des responsables du massacre est Pierre Paoli, agent français naturalisé allemand du SD de Bourges. Le calme ne revient à Saint-Amand qu’après la fuite de Bout de l’An. 
Bout de l'An continue sa route vers Sigmaringen, puis l’Italie où il rejoint Pierre Laval et Abel Bonnard à Bolzano. À la fin de la guerre, il dirige encore une troupe formée d’une poignée de miliciens dans le nord de l’Italie. 
Il est condamné à mort par contumace mais échappe aux recherches. Il meurt à Bolzano (Haut-Adige) le 11 septembre 1977, âgé de 67 ans.

## Onomastique
Son nom de famille inhabituel vient du fait que son grand-père fut nommé Pierre Bout de l’An pour avoir été recueilli, enfant abandonné, le 29 décembre 1850.